# Lauratonema adriacticum
Lauratonema adriacticum is een rondwormensoort uit de familie van de Lauratonematidae.